# Ванегас, Самуэль
Самуэль Антонио Ванегас Луна (исп. Samuel Antonio Vanegas Luna; 8 сентября 1976, Копакабана) — колумбийский футболист, защитник.

## Клубная карьера
Самуэль Ванегас выступал за различные южноамериканские клубы: колумбийские «Депортиво Бельо», «Атлетико Насьональ», «Онсе Кальдас», «Индепендьенте Медельин», «Итагуи» (переименованный в 2014 году в «Агилас Дорадос») эквадорскую команду «Барселона» и бразильский «Атлетико Паранаэнсе». Ванегас трижды становился чемпионом Колумбии в различных командах: с «Атлетико Насьоналем» в 1999 году, с «Онсе Кальдасом» он выигрывал Апертуру 2003 года, а с «Индепендьенте Медельином» — Финалисасьон 2009 года. Кроме того, в составе команды «Онсе Кальдас» Ванегас в 2004 году стал обладателем Кубка Либертадорес.

## Достижения

### Клубные
Атлетико Насьональ
- Чемпион Колумбии (1): 1999

Онсе Кальдас
- Чемпион Колумбии (1): Апертура 2003
- Обладатель Кубка Либертадорес (1): 2004

Индепендьенте Медельин
- Чемпион Колумбии (1): Финалисасьон 2009